# Pachymerola
Pachymerola is een kevergeslacht uit de familie van de boktorren (Cerambycidae). De wetenschappelijke naam van het geslacht werd voor het eerst geldig gepubliceerd in 1892 door Bates.

## Soorten
Pachymerola omvat de volgende soorten:
- Pachymerola mariaeugeniae Noguera, 2005
- Pachymerola ruficollis Giesbert, 1987
- Pachymerola toledoi Chemsak & Noguera, 1997
- Pachymerola vitticollis Bates, 1892
- Pachymerola wappesi Giesbert, 1993